# Louis Ducreux
Louis Ducreux (Marsiglia, 22 settembre 1911 – Neuilly-sur-Seine, 19 dicembre 1992) è stato un attore, musicista e regista teatrale francese.

## Biografia
Pronipote di Gaétan Picon, creatore del Picon, bevanda alcolica, e proprietario con la famiglia dell'omonima cantina produttrice, si appassiona fin dalla prima giovinezza alla musica e alla recitazione. Attivo sulla scena marsigliese, si trasferisce dapprima a Lione e infine a Parigi. Negli anni ricopre la carica di direttore dell'Opéra municipal de Marseille e del Grand Théâtre de Monte Carlo. Autore e regista teatrale, al cinema interpreta pochi ruoli nel corso di oltre cinquant'anni di carriera. Nel 1991 partecipa al film La doppia vita di Veronica diretto da Krzysztof Kieślowski.

## Filmografia
- Le Schpountz, regia di Marcel Pagnol (1938)
- Il mondo crollerà (Le monde tremblera), regia di Richard Pottier (1939)
- Une grande fille toute simple, regia di Jacques Manuel (1948)
- Il vizio e la notte (Le désordre et la nuit), regia di Gilles Grangier (1958)
- Una domenica in campagna (Un dimanche à la campagne), regia di Bertrand Tavernier (1984)
- Zoo, regia di Cristina Comencini (1988)
- Daddy Nostalgie, regia di Bertrand Tavernier (1990)
- Un minuto a mezzanotte (3615 Code Père Noël), regia di René Manzor (1990)
- La doppia vita di Veronica (La Double Vie de Véronique), regia di Krzysztof Kieślowski (1991)

## Doppiatori italiani
- Ettore Conti in Una domenica in campagna
- Manlio Guardabassi in Un minuto a mezzanotte
- Gianfranco Bellini in La doppia vita di Veronica

## Premi e riconoscimenti

### Premio César
- 1985 – Candidato a migliore attore per Una domenica in campagna (Un dimanche à la campagne)